# The Doberman Gang
The Doberman Gang (br: A Gangue dos Dobermans) é um filme estadunidense de 1972, dirigido por Byron Ross Chudnow.
Teve duas sequências, The Daring Dobermans (1973) e The Amazing Dobermans (1976).

## Sinopse
Criminal humorístico. Decepcionado com as falhas de seus asseclas Eddie Newton (Mabel) tem a ideia de treinar cães doberman para assaltar bancos. Com esse objetivo ruma para uma fazenda das redondezas em companhia da namorada June (Parrish), dos ineptos assessores Sammy (Bow) e Jojo D'Amore, e ainda de Barney Greer (Reed), ex-treinador de cães que acredita estar trabalhando para uma firma de segurança. Depois de vários testes e enganos, Barney descobre a trama, mas é forçado a prosseguir na sua tarefa sob a ameaça de que os bichos seriam mortos. 